# Jo Dalat
Jo Dalat est un comédien français.
Jo Dalat est un ami proche de l'écrivain Alphonse Boudard (1925-2000) (Voir : "Les Combattants du petit bonheur", "Mourir d'enfance", ...), livres dans lesquels il s'appelle "Musique"[réf. souhaitée]. Il est le fils du fameux Tatahouine si haut en couleur. Un enfant du XIIIe arrondissement de Paris, popu, vivace et batailleur[réf. souhaitée].

## Filmographie

### Cinéma
- 1965 : Du rififi à Paname de Denys de La Patellière - Le chauffeur de paulo
- 1966 : Le Jardinier d'Argenteuil de Jean-Paul Le Chanois - Un vendeur de billets
- 1966 : Le Soleil des voyous de Jean Delannoy - Un faux éboueur
- 1969 : Le Pistonné de Claude Berri
- 1970 :  Un mystère par jour  : épisode : Un crime pour 20 carats de Jacques Audoir
- 1973 : Juliette et Juliette de Rémo Forlani
- 1976 : Le Gang de Jacques Deray (clochard alcoolique dans un commissariat)

### Télévision
- 1978 :  La saison des voleurs, (série Histoires de voyous) de Michel Wyn  et Alphonse Boudard
- 1981 : Patricia, série La Vie des autres d'Emmanuel Fonlladosa